# Długie (Ostrołęka)
Pour les articles homonymes, voir Długie.
Długie (prononciation : [ˈdwuɡʲɛ]) est un village polonais de la gmina de Czarnia dans le powiat d'Ostrołęka de la voïvodie de Mazovie dans le centre-est de la Pologne.
Il se situe à environ 6 kilomètres au sud de Czarnia (siège de la gmina), 37 kilomètres au nord-ouest d'Ostrołęka (siège du powiat) et à 121 kilomètres au nord de Varsovie (capitale de la Pologne).
Le village compte approximativement une population de 292 habitants en 2014.

## Histoire
De 1975 à 1998, le village appartenait administrativement à la voïvodie d'Ostrołęka.